# Неглинная улица
Негли́нная у́лица (до 1922 года — Негли́нный прое́зд) — улица в Центральном административном округе города Москвы. Проходит от Театрального проезда до Трубной площади. Нумерация домов ведётся от Театрального проезда.

## Происхождение названия
До 1922 года улица называлась Неглинным проездом, по реке Неглинной, на линии нового русла которой улица образовалась в XIX веке. Современное название получила 7 июня 1922 года, так же по Неглинной. Одновременно с этим другая улица, носившая название Неглинной, была переименована в Манежную.

## Описание
Контур Неглинной улицы определяется направлением течения реки. Улица состоит из двух частей, на участке от Театрального проезда до Рахмановского переулка улица идёт с юга на север с незначительным отклонением на запад; от Рахмановского переулка улица, следуя руслу реки, делает изгиб на северо-восток, а также резко расширяется. От этого места посреди улицы идут зелёные насаждения, фактически превращающие вторую часть Неглинной улицы в бульвар.

## История

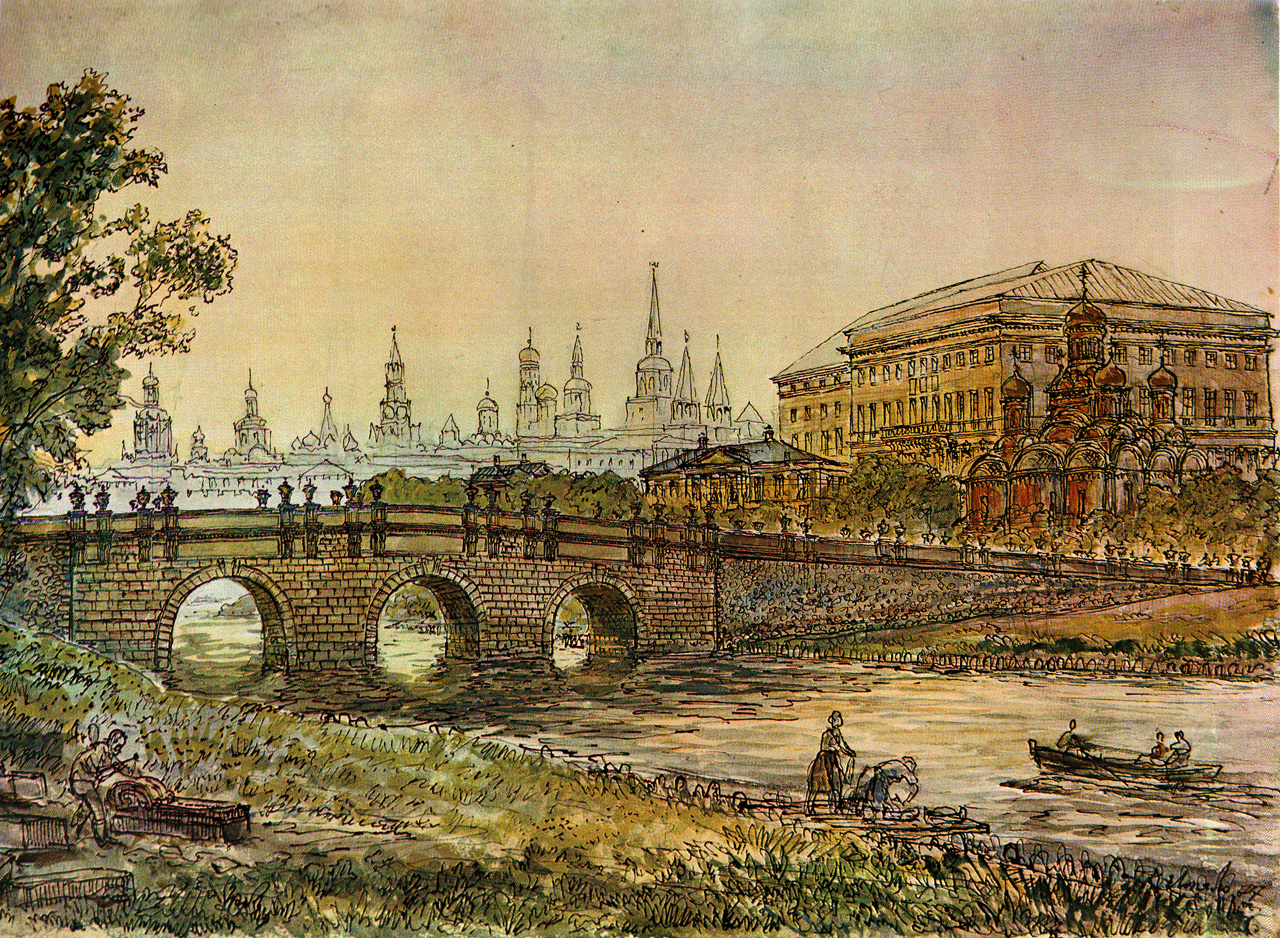
Неглинная и Кузнецкий мост в XVIII в.

В 1789—1791 годах, согласно плану урегулирования местности, утверждённому императрицей Екатериной II, в 128 метрах к востоку от русла Неглинной проложили канал, в который пустили воду, а старое русло реки засыпали землёй. Несмотря на это, обмелевшая речка, в которую сбрасывались городские нечистоты, стала настолько грязной и зловонной, что в 1818—1819 годах трёхкилометровый участок Неглинной в её нижнем течении заключили в подземную трубу (отсюда название Трубной площади). Во время этих работ был уничтожен Кузнецкий мост над Неглинной, давший имя одноимённой улице и находившийся в месте пересечения современных улиц Неглинная и Кузнецкий мост. Поверх течения реки Неглинной образовалась улица, застроенная вскоре добротными домами.
Вплоть до 1974 года при паводках Неглинка регулярно вырывалась из подземной трубы и затопляла подвалы окрестных домов и даже саму улицу. В 1974—1975 годах были проведены работы по расширению подземного коллектора, после чего наводнения прекратились.

## Примечательные здания

### По нечётной стороне

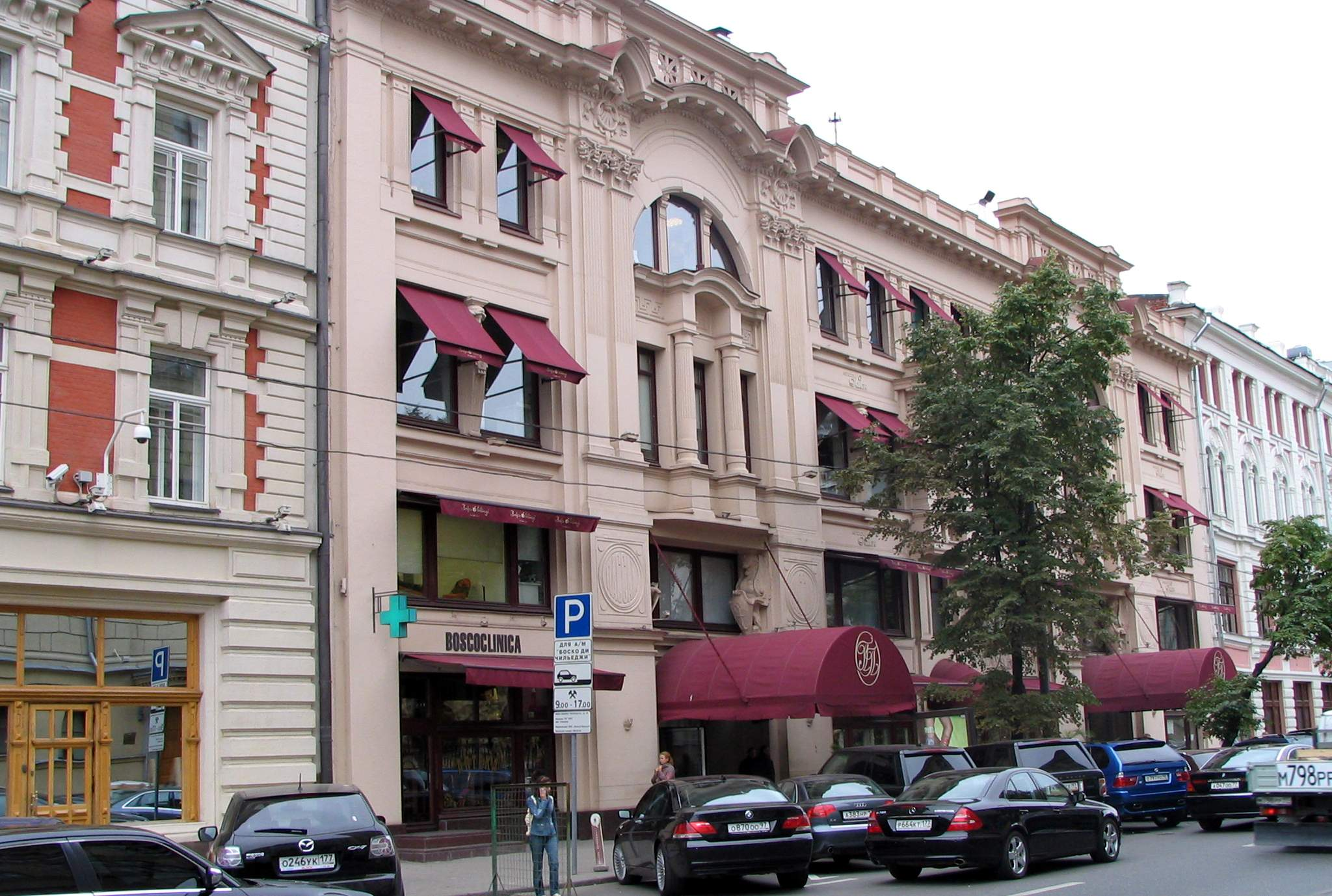
Петровский пассаж (№ 13)

- № 3/2 — Центральный универсальный магазин, бывший «Мюр и Мерилиз». Исторический корпус построен в 1906—1908 годах архитектором Р. И. Клейном.
- № 7/8/4 — на этом месте находился Пассаж Солодовникова (снесён в 1941 году)
- № 9/7/6 — Доходный дом Воронцовой — Евдокимова — Шориной
- № 11/8 — доходный дом товарищества Депре, 1895—1898, архитектор Р. И. Клейн
- № 13 — один из старейших и известнейших магазинов Москвы «Петровский пассаж» (1906, архитекторы Б. В. Фрейденберг и С. М. Калугин). Проходит насквозь от Неглинной улицы до Петровки.
- № 15, стр. 1 — Доходный дом Лясотович — А. А. Коломейцева (1859; 1892—1899, архитектор К. Ф. Буров), ценный градоформирующий объект[2].
- № 17, стр. 1 — Доходный дом П. А. Молчанова — А. А. Коломейцева (1869, архитектор Н. Н. Степанов; 1899, Л. П. Бетелев; 1940-е), ценный градоформирующий объект[2].
- № 17, стр. 2 — Доходный дом П. А. Молчанова — А. А. Коломейцева (1865; 1870, архитектор Н. Н. Степанов; 1899, Л. П. Бетелев; 2000), ценный градоформирующий объект[2].
- № 19/2/18 — Доходные дома «Товарищества Петровских торговых линий в Москве» с гостиницей «Россия» и рестораном (1876, архитектор Б. В. Фрейденберг; 1897, архитектор К. К. Гиппиус; 1911, инженер А. Н. Кардо-Сысоев). До 1917 года здесь работал «Петровский театр миниатюр», в котором выступал А. Н. Вертинский. Также в доме размещался ресторан «Ампир» (затем «Элит», «Будапешт»). В 1918 году в доме состоялось общее собрание уполномоченных Московского Центрального рабочего кооператива, в 1919 году — пленум Всероссийского Центрального Совета профессиональных союзов; на обоих собраниях выступал В. И. Ленин. В советское время — «Второй дом Союзов». Объект культурного наследия федерального значения[2][3].
- № 21/1/20 — Доходный дом «Товарищества Петровских торговых линий в Москве» с квартирами и магазинами (1876, архитектор Б. В. Фрейденберг, инженер К. И. Шестаков). Здесь в 1878—1883 годах жили учёные С. В. Ковалевская и В. О. Ковалевский, в 1899—1903 годах размещалась редакция газеты «Курьер», в которой работали писатели Л. Н. Андреев, В. В. Вересаев, Н. Д. Телешов и другие. До 1917 года в доме работал книжный магазин и издательство И. Н. Кнебеля. Выявленный объект культурного наследия[2].
- № 23 — Административное здание построено в 1934 году[4]. Ныне в нём размещается Центральный аппарат ФНС России.
- № 25 — Доходный дом Московского городского общества взаимного от огня страхования (1915, архитектор А. Э. Эрихсон)
- № 25/1 — Доходный дом Московского городского общества взаимного от огня страхования (1915, архитектор Н. Н. Благовещенский), перестроен в 1923 году В. И. Корчагиным.
- № 27/26/2, стр. 2 — Доходный дом Г. П. Лазарика (1876, архитектор М. А. Арсеньев; 1960-е — 1990-е), ценный градоформирующий объект[2]
- № 27/26/2, стр. 3 — Доходный дом Г. П. Лазарика (1876, архитектор М. А. Арсеньев; 1933, инженер-архитектор В. А. Моргулис), ценный градоформирующий объект[2]
- № 29/14, стр. 1 — на углу с Петровским бульваром находится бывшее здание ресторана и гостиницы «Эрмитаж», построенное в 1864 году по проекту Д. Н. Чичагова. Перестроено в начале XX в. архитектором И. И. Бони. Пристройка осуществлена в 1911 году по проекту архитектора Ф. Н. Кольбе. В настоящее время в здании находится театр Школа современной пьесы. Здание является объектом культурного наследия регионального значения[2]
- № 29/14, стр. 8 — Ресторан «Узбекистан» (1960-е — 1970-е)[2] Ныне — ресторан «Белое солнце пустыни»

### По чётной стороне

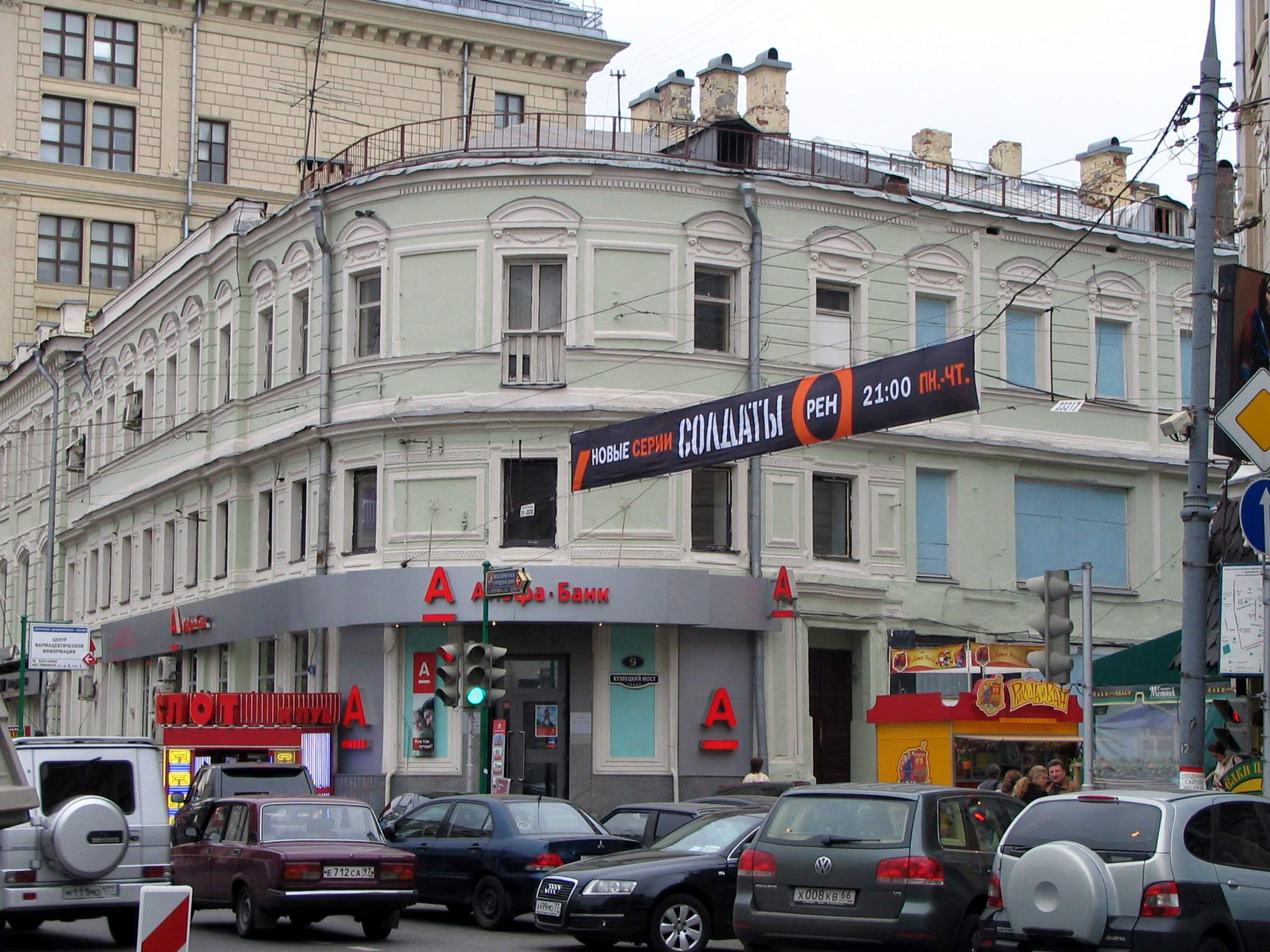
Здание гостиницы и ресторана «Яр» (№ 10)

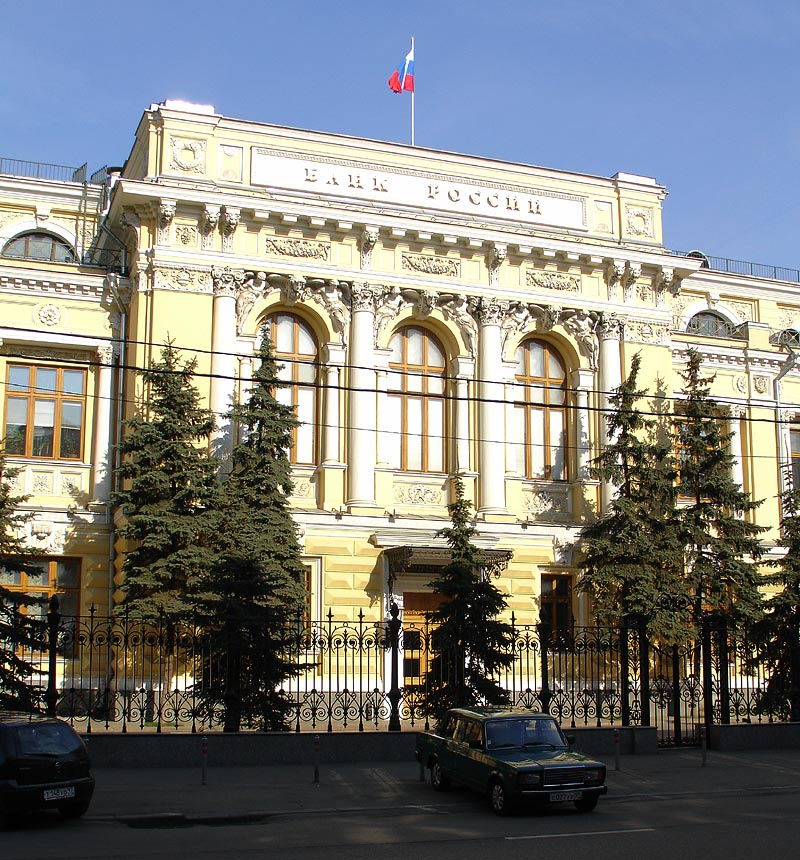
Центральный банк (№ 12)

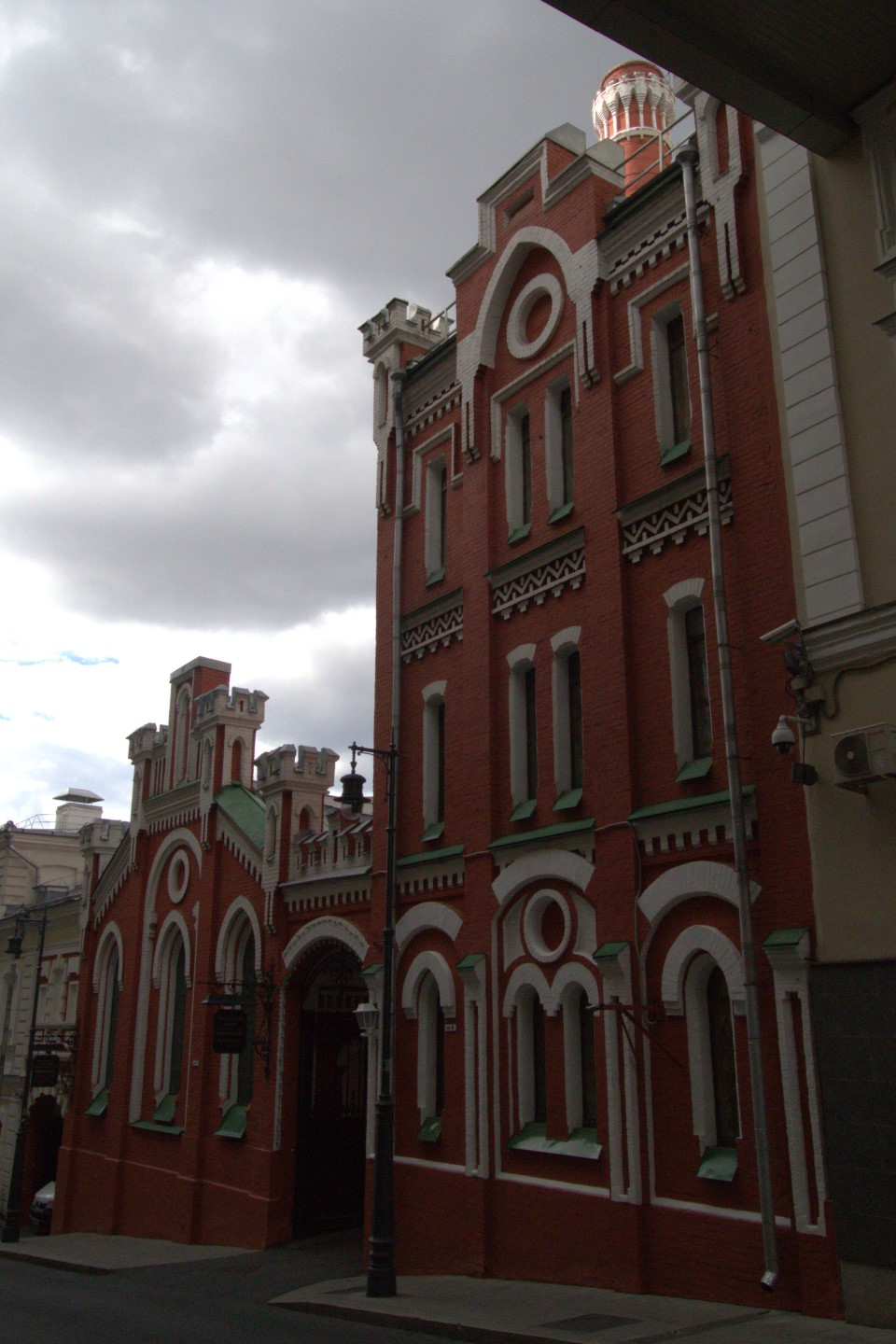
Бывшая аккумуляторная станция (в переулке)(№ 14с6)

- № 2 — доходный дом и бани Хлудовых (1889, архитектор С. С. Эйбушиц, при участии Л. Н. Кекушева)
- № 4 — отель «Арарат Парк Хаятт» (1998—2002, архитекторы А. Д. Меерсон, Е. Серов, В. Воронова, Т. Пенская и другие)[2][5].
- № 6/2  памятник архитектуры (региональный) — здание Военно-сиротского училища (1822, архитектор О. И. Бове). В 1863 году сюда с Кузнецкого Моста переехало Императорское театральное училище, в котором преподавали и получили образование многие выдающиеся деятели русского театра. После революции училище было разделено на драматические (ныне Высшее театральное училище имени М. С. Щепкина) и балетные (ныне Московская академия хореографии) курсы. В 1968 году балетное училище переехало в новое здание на 2-й Фрунзенской улице, его залы перешли балетмейстерскому факультету ГИТИСа. В разное время в здании учились М. Н. Ермолова, П. М. Садовский, А. А. Остужев.О. В. Лепешинская, М. М. Плисецкая, Е. С. Максимова, В. В. Васильев. Во дворе установлен памятник М. С. Щепкину (1980, скульптор А. В. Тарасенко, архитектор А. К. Тихонов).
- № 8/10 — доходный дом Московского купеческого общества (1889, архитектор А. С. Каминский; фасад изменён в 1906 году архитектором А. Э. Эрихсоном и в 1907 году В. В. Шервудом). В настоящее время — Департамент культуры города Москвы.
- № 10/9 — здание гостиницы и ресторана «Яр» на углу с улицей Кузнецкий мост построено в начале XIX века. В 1826 году в нём был открыт знаменитый ресторан «Яр». Позднее он переехал в Петровский парк, в здание, которое занимает ныне гостиница «Советская». В конце XIX века был неоднократно перестроен
- № 12/2 — здание Центрального банка Российской Федерации. Ядро здания было построено в 1894 году по проекту К. М. Быковского и Б. М. Нилуса[2], при участии А. Ф. Мейснера для Московской конторы Государственного банка[6]; барельефы выполнены скульптором А. М. Опекушиным. Боковые корпуса (строения 1-А, 1-Б) построены в 1927—1930 годах для Госбанка СССР по проекту И. В. Жолтовского, при участии Г. П. Гольца, С. Н. Кожина, М. П. Парусникова[7][8][9].
- № 14 — Сандуновские бани (нач. XIX в.; 1863; 1894—1897, архитекторы Б. В. Фрейденберг, С. М. Калугин, при участии В. И. Чагина), объект культурного наследия регионального значения. Бани основаны в 1808 году актёром С. Н. Сандуновым и на протяжении всей двухсотлетней истории не меняли своего прямого предназначения; они остаются самыми роскошными и известными банями Москвы и всей России.

* № 14, стр. 1а — Главный корпус с доходными квартирами, магазинами, банной частью и парадным мавританским двориком (1894—1895, архитектор Б. В. Фрейденберг). В оформлении пышного главного фасада использованы элементы барокко, внутренний дворик оформлен в мавританском стиле. Одну из квартир с мая по ноябрь 1902 года снимали А. П. Чехов с О. Л. Книппер.
* № 14, стр. 3 — Служебный корпус (1897, архитектор С. М. Калугин);
* № 14, стр. 4 — Корпуса бань (1894, 1897, архитекторы Б. В. Фрейденберг, С. М. Калугин);
* № 14, стр. 5, 10 — Технические корпуса с водонагревательными баками (1894—1895, архитектор Б. В. Фрейденберг);
* № 14, стр. 6 — Аккумуляторная станция с квартирами служащих (1894—1895, архитектор Б. В. Фрейденберг);
* № 14, стр. 7 — Складские и хозяйственные помещения (1897, архитектор С. М. Калугин);
- № 18 — Здание Товарищества гостиницы Эрмитаж-Оливье. Пристрока по проекту архитектора М. Н. Чичагова осуществлена в 1888 году архитектором Н. И. Якуниным.
- № 18/1, стр. 1 — Доходный дом купцов Архангельских (1834; 1876, архитектор М. Д. Быковский; 1889, О. Г. Пиотрович; 1990-е), ценный градоформирующий объект[10].
- № 20 — Каретный сарай (1895, архитектор К. К. Альбрехт)[2]

## Общественный транспорт
В данный момент по улице ходит электробус № с538 (В сторону метро Китай Город) и ночной электробус № Н6 до Осташковской улицы.